# Smithsonius striatus
Smithsonius striatus is een mosdiertjessoort uit de familie van de Tessaradomidae. De wetenschappelijke naam van de soort is, als Diplonotos striatus, voor het eerst geldig gepubliceerd in 1930 door Ferdinand Canu en Ray Smith Bassler.